# Joanna Lumley
Joanna Lamond Lumley, OBE, FRGS (sinh ngày 1 tháng 5 năm 1946) là một nữ diễn viên, người dẫn chương trình, người mẫu, nhà sản xuất phim truyền hình và nhà hoạt động người Anh.
Bà đã giành được hai Giải thưởng Truyền hình BAFTA cho vai diễn Patsy Stone trong bộ phim sitcom BBC Absolutely Fabulous (1992–2012), và được đề cử cho Giải thưởng Tony cho Nữ diễn viên chính xuất sắc nhất trong vở kịch cho sự hồi sinh Broadway của La Bête. Năm 2013, bà nhận được Giải thưởng Công nhận Đặc biệt tại Giải thưởng Truyền hình Quốc gia và vào năm 2017, cô được vinh danh với giải thưởng Học bổng BAFTA.
Các vai diễn phim truyền hình của Lumley bao gồm The New Avengers (1976–1977), Sapphire & Steel (1979–1982),  Sensitive Skin (2005–2007), và Jam & Jerusalem (2006–2008). Các phim bà tham gia diễn xuất gồm có On Her Majesty's Secret Service (1969), Trail of the Pink Panther (1982), Shirley Valentine (1989), James and the Giant Peach (1996), Ella Enchanted (2004), Corpse Bride (2005), The Wolf of Wall Street (2013), và Absolutely Fabulous: The Movie (2016).
Ngoài ra, bà còn diễn vai phụ trong một số tập của Are You Being Served (His & Hers và German Week) được viết bởi Jeremy Lloyd, người mà bà đã kết hôn và ly hôn ba năm trước.
Lumley là người ủng hộ và là nhà hoạt động nhân quyền cho Survival International và Chiến dịch Công lý Gurkha. Bà hỗ trợ các tổ chức từ thiện và phúc lợi động vật, chẳng hạn như Lòng nhân ái trong việc trồng trọt trên thế giới và Tiếng nói quốc tế của người ăn chay cho động vật. Bà cũng là người bảo trợ của Tổ chức từ thiện cho trẻ em kỳ diệu của Roald Dahl và Khu bảo tồn động vật trang trại. Bà còn được gọi là 'con gái của Nepal' ở Nepal.

## Tiểu sử
Joanna Lamond Lumley sinh ngày 1 tháng 5 năm 1946 tại Srinagar, Jammu và Kashmir, vào những ngày cuối cùng của Ấn Độ thuộc Anh. Cả hai bên gia đình cô đều có nhiều thế hệ phục vụ cho Raj, với nhiều người trong số họ sinh ra ở đó.
Mẹ của cô, Thyra Beatrice Rose (nhũ danh Weir) (1920–2005), là người Anh. Ông nội của bà Trung tá Leslie Weir (1883–1950) sinh ra ở Ghazipur và từng là sĩ quan quân đội ở Kashmir; ông là bạn thân của Dalai Lama thứ 13.